# Haplochromis paludinosus
Haplochromis paludinosus là một loài cá thuộc họ Cichlidae. Nó được tìm thấy ở Burundi và Tanzania.
Các môi trường sống tự nhiên của chúng là sông, đầm nước, đầm nước ngọt, và vùng đồng bằng nội địa. Nó không được IUCN xem là loài bị đe dọa.